# Brachycorynella
Brachycorynella är ett släkte av insekter. Brachycorynella ingår i familjen långrörsbladlöss.
Kladogram enligt Catalogue of Life:
| Brachycorynella | \| \| Brachycorynella asparagi \| \| \| \| \| \| Brachycorynella lonicerina \| \| \| \| |
|                 | \| \| Brachycorynella asparagi \| \| \| \| \| \| Brachycorynella lonicerina \| \| \| \| |
|                 | Brachycorynella asparagi                                                                |
|                 |                                                                                         |
|                 | Brachycorynella lonicerina                                                              |
|                 |                                                                                         |